# チャールズ・レイン
チャールズ・レイン（Charles Lane, 本名: Charles Gerstle Levison, 1905年1月26日 - 2007年7月9日）は、アメリカ合衆国カリフォルニア州サンフランシスコ生まれの俳優。102歳で老衰のため死去した。

## 生涯
保険会社のセールスマンとして短期間働いた後、舞台に立つようになり、1928年にパサデナ・プレイハウスに参加。1931年にエドワード・G・ロビンソンやジェームズ・キャグニー主演の映画『夜の大統領』でデビュー。その後映画俳優組合（スクリーン・アクターズ・ギルド、SAG）に参加した最初の俳優の1人となる。当初は端役が多かったが、フランク・キャプラ作品の常連となる。
第二次世界大戦に従軍したために一時映画界を離れるが、終戦後はテレビに多く出演するようになる。
結婚は生涯1回で、1931年から2002年の妻との死別まで連れ添った。

## トリビア
- 女優のルシル・ボールとは良い友達だった。
- 2005年にSAGにより1月30日は「チャールズ・ライン・デイ」と名づけられた。

## 出演作品

### 映画
- 夜の大統領 Smart Money (1931)
- 特急二十世紀 Twentieth Century (1934)
- ロイドの牛乳屋 The Milk Way (1936)
- オペラハット Mr. Deeds Goes to Town (1936)
- 紐育の顔役 Internes Can't Take Money  (1937)
- 我が家の楽園 You Can't Take It with You  (1938)
- スミス都へ行く Mr. Smith Goes to Washington (1939)
- 教授と美女 Ball of Fire (1941)
- 毒薬と老嬢 Arsenic and Old Lace (1944)
- 素晴らしき哉、人生! It's a Wonderful Life (1946)
- 愛の立候補宣言 State of the Union (1948)
- 猿人ジョー・ヤング Mighty Joe Young (1949)
- 軍曹さんは暇がない No Time for Sergeants (1958)
- 先生のお気に入り Theacher's Pet (1958)
- 僕は御免だ But Not for Me (1959)
- パパは王様 Papa's Delicate Condition (1963)
- おしゃれキャット The Aristocats (1970)<声>
- テニス靴をはいたコンピューター The Computer Wore Tennis Shoes (1995)

### テレビドラマ
- アイ・ラブ・ルーシー I Love Lucy (1953)
- トワイライト・ゾーン The Twilight Zone (1960)
- ザ・ルーシー・ショー The Lucy Show (1962-1963)
- 奥さまは魔女 Bewitched (1964-1972)